# Klaverkoncert nr. 1 (Chopin)
Klaverkoncert nr. 1 i e-mol, opus 11, er en klaverkoncert komponeret af Frédéric Chopin i 1830. Den blev første gang opført i Warszawa den 11. oktober samme år med Chopin som solist ved en af de sidste offentlige koncerter, Chopin gav før sin afrejse fra Polen.
Klaverkoncerten er den første af to, som Chopin udgav, og blev derfor kaldt nr. 1 ved udgivelsen, skønt den faktisk blev komponeret umiddelbart efter hvad der siden blev udgivet som Klaverkoncert nr. 2. Klaverkoncert nr. 1 er dedikeret til Friedrich Kalkbrenner.
Klaverkoncerten er for soloklaver, fløjter, oboer, klarinetter, fagotter, fire valdhorn, to trompeter, tenorbasun, pauker og strygere.
Typisk for periodens klaverkoncerter indeholder Klaverkoncert nr. 1 tre satser:
- 1. Allegro maestoso
- 2. Romance - Larghetto
- 3. Rondo - Vivace